# 2832 Lada
2832 Lada eller 1975 EC1 är en asteroid i huvudbältet som upptäcktes den 6 mars 1975 av den rysk-sovjetiske astronomen Nikolaj Tjernych vid Krims astrofysiska observatorium på Krim. Den har fått sitt namn efter den slaviska gudinnan Lada.
Asteroiden har en diameter på ungefär 6 kilometer.